# 6e regering van Israël
De 6e regering (ook bekend als het kabinet–Sharett II) was de uitvoerende macht van de Staat Israël van 29 juni 1955 tot 3 november 1955. Premier Moshe Sharett (Mapai) stond aan het hoofd van een coalitie van Mapai, de Nationaal-Religieuze Partij en de Progressieve Partij.

## Ambtsbekleders
| Ambtsbekleder                         | Ambtsbekleder          | Ambtsbekleder                                      | Functie                           | Ambtstermijn     | Ambtstermijn     | Partij                       |
| ------------------------------------- | ---------------------- | -------------------------------------------------- | --------------------------------- | ---------------- | ---------------- | ---------------------------- |
|                                       | Moshe Sharett          | Moshe Sharett משֶׁה שָרֵת (1894–1965)                  | Premier                           | 26 januari 1954  | 3 november 1955  | Mapai                        |
| Minister van Buitenlandse Zaken       | Moshe Sharett          | Moshe Sharett משֶׁה שָרֵת (1894–1965)                  | 14 mei 1948                       | 18 juni 1956     |                  | Mapai                        |
|                                       | David Ben-Gurion       | David Ben-Gurion דָּוִד בֶּן-גּוּרִיּוֹן (1886–1973)         | Minister van Defensie             | 21 februari 1955 | 26 juni 1963     | Mapai                        |
|                                       | Chaim-Moshe Shapira    | Chaim-Moshe Shapira חיים משה שפירא (1902–1970)     | Minister van Binnenlandse Zaken   | 29 juni 1955     | 3 november 1955  | Nationaal- Religieuze Partij |
| Minister van Sociale Zaken en Welzijn | Chaim-Moshe Shapira    | Chaim-Moshe Shapira חיים משה שפירא (1902–1970)     | 24 december 1952                  | 1 juli 1958      |                  | Nationaal- Religieuze Partij |
| Minister van Religieuze Zaken         | Chaim-Moshe Shapira    | Chaim-Moshe Shapira חיים משה שפירא (1902–1970)     | 8 oktober 1951                    | 1 juli 1958      |                  | Nationaal- Religieuze Partij |
|                                       | Levi Eshkol            | Levi Eshkol לֵוִי אֶשְׁכּוֹל (1895–1969)                  | Minister van Financiën            | 25 juni 1952     | 26 juni 1963     | Mapai                        |
|                                       | Pinchas Rosen          | Pinchas Rosen פנחס רוזן (1887–1978)                | Minister van Justitie             | 24 december 1952 | 13 februari 1956 | Progressieve Partij          |
|                                       | Fritz Naftali          | Fritz Naftali פריץ נפתלי (1888–1961)               | Minister van Economie             | 29 juni 1955     | 3 november 1955  | Mapai                        |
| Minister van Landbouw                 | Fritz Naftali          | Fritz Naftali פריץ נפתלי (1888–1961)               | 25 juni 1952                      |                  | 3 november 1955  | Mapai                        |
|                                       | Dov Yosef              | Dov Yosef דב יוסף (1899–1980)                      | Minister van Volksgezondheid      | 29 juni 1955     | 3 november 1955  | Mapai                        |
| Minister van Ontwikkelingen           | Dov Yosef              | Dov Yosef דב יוסף (1899–1980)                      | 15 juni 1953                      |                  | 3 november 1955  | Mapai                        |
|                                       | Golda Meïr             | Golda Meïr גּוֹלְדָּה מֵאִיר (1898–1978)                  | Minister van Arbeid               | 10 maart 1949    | 18 juni 1956     | Mapai                        |
|                                       | Ben-Zion Dinur         | Ben-Zion Dinur בן ציון דינור (1884–1973)           | Minister van Onderwijs en Cultuur | 8 oktober 1951   | 3 november 1955  | Mapai                        |
|                                       | Zalman Aran            | Zalman Aran זַלְמָן אֲרָן (1899–1970)                   | Minister van Vervoer              | 29 juni 1955     | 3 november 1955  | Mapai                        |
|                                       | Bechor-Shalom Sheetrit | Bechor-Shalom Sheetrit בכור-שלום שטרית (1895–1967) | Minister van Openbare Veiligheid  | 14 mei 1948      | 2 januari 1967   | Mapai                        |
|                                       | Yosef Burg             | Yosef Burg יוסף בורג (1909–1999)                   | Minister van Communicatie         | 24 december 1952 | 1 juli 1958      | Nationaal- Religieuze Partij |